# رقص ارمنی

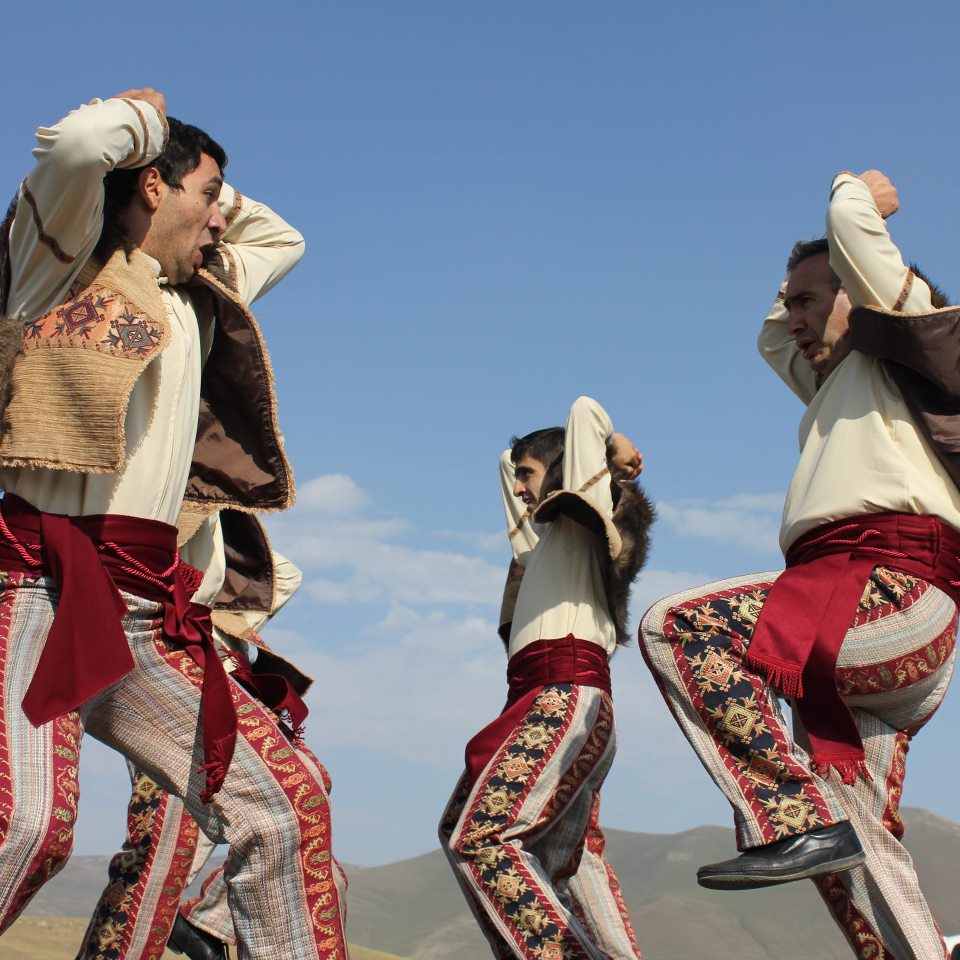

رقص ارمنی (به ارمنی: Հայկական Պար) میراثی قدیمی و غنی، متنوع که به جا مانده از هزاره پنجم تا سوم قبل از میلاد در مناطق بالاتر از ارمنستان سرزمینی به نام آیرارات که در آن منطقه باستانی نقاشی‌هایی بر روی سنگ‌نبشته‌ها به جا مانده‌است، که به آن نقاشی‌های رقص می‌گویند که گاهی این نقاشی‌های رقص همراه با انواع خواصی از آلات موسیقی همراه بوده‌است.
رقص سنتی یا رقص فولکلور در میان جماعت ارمنیان پراکنده (دیاسپورای ارمنی) بسیار محبوب می‌باشد. دیاسپورای ارمنی در کشورهای خود برای ارائه کردن فرهنگ و رقص سنتی ارمنی اقدام به تشکیل گروهای رقص فولکلور و بین‌المللی کردند.
در رقص ارمنی یک احساس شور، ظرافت و فصاحت خواصی وجود دارد. همه رقصنده‌ها با پوشیدن لباس سنتی یک تجسمی از تاریخ و فرهنگ خود و از داستان‌های اجداد (باستانی) گذشته خود را به ارمغان می‌آورند، و این گونه سعی در نگه داشتن فرهنگ آبا اجدادی خود را دارند. طراحی لباس‌های رقص از عوامل مشترکی از قبیل، سنت‌های مذهبی و زندگی از خانواده‌های قدیمی و سنتی را تجلی می‌کند. رقص فولکلور و مذهبی ارمنی همیشه با آواز، سرودها و آلات موسیقی سنتی همراه است.

## رقص مذهبی
سبکی که رقص ارمنی را از رقص‌های ملل دیگر متمایز می‌کند رقص مذهبی می‌باشد. خاستگاه و منشأ رقص مذهبی ارمنی از دوران باستان شکل گرفته‌است.
سرودهای مذهبی کومیتاس وارداپت که گاه گاهی با رقص همراه می‌شود و به شخص بیننده و شنونده یک احساس معنوی می‌بخشد را رقص‌های مذهبی نام نهادند؛ و در واقع رقص مذهبی ارمنی بیان احساسات و عواطف معنوی درونی فرد است و نشات گرفته از سرشت شخصی است.

## رقص‌های سنتی ارمنیان
- رقص کوچاری (به ارمنی Քոչարի به لاتین Kochari) رقص کوچاری در میان ارمنیان بسیار محبوب می‌باشد با آلات موسیقی به نام زورنا یا سرنای می‌رقصند.[۴]
- رقص شالاخو (به ارمنی Շալախո به لاتین Shalakho) رقص شالاخو، از رقص‌های قدیمی ارمنستان می‌باشد و در میان ارمنیان و منطقه قفقاز بسیار محبوب است رقص مردانه است و همیشه با اشتیاق فراوان ایفا می‌شود و گاه گاهی توسط زن و مرد با همدیگر می‌رقصند.[۵]
- رقص تامزارا (به ارمنی Թամզարա به لاتین Tamzara)
- رقص یارخوشتا (به ارمنی Յարխուշտա به لاتین Yarkhushta) «یارخوشتا یک نوع رقص جنگی است»
- رقص برد (به ارمنی Բերդապար به لاتین Berd) «برد در ارمنی به معنی قلعه می‌باشد» رقص معروفی است که مردان یک دایره تشکیل می‌دهند و در حالیکه دست‌های خود را بر روی شانه‌های یک دیگر قرار می‌دهند می‌رقصند. این نوع رقص تداعی‌کننده قلعه‌های ارمنی می‌باشند که در ارمنستان باستان به تعداد بسیاری ساخته شده‌است.
- رقص شیرخانی (به ارمنی Շիրխանի به لاتین Shirkhani)
- رقص هارسناپار (به ارمنی Հարսնապար به لاتین Harsnapar) «هارس به معنی عروس می‌باشد و پار به معنی رقص، پس هارسناپار رقصی است انفرادی توسط یک خانم جوان با لباس عروس با یک موسیقی شاد و گاه گاهی با موسیقی آرام می‌رقصد.»
- رقص گورانی (به ارمنی Գորանի به لاتین Gorani)
- رقص گیوند (به ارمنی Գյոնդ or Գյովնդ به لاتین Gyond)
- رقص مناپار (به ارمنی Մենապար به لاتین Menapar) «مناپار به معنی انفرادی است و اگر رقصنده یک مرد باشد با موسیقی تند همراه است اگر رقصنده یک زن باشد همراه با موسیقی آهسته‌تر، ظریف تر خواهد بود.»

- رقص نازپار (به ارمنی Նազպար به لاتین Nazpar)
- رقص شورج پار (به ارمنی Շուրջպար به لاتین Shurjpar)
- رقص سوسراپار (به ارمنی Սուսերապար به لاتین Souserapar)
- رقص پاپوری (به ارمنی Փափուռի به لاتین Papuri)
- رقص زویک پار (به ارمنی Զույգապար به لاتین Zuykpar) «زویک پار به معنی رقص دو نفره توسط یک زن و یک مرد صورت می‌گیرد»
- رقص ور وری (به ارمنی Վերվերի به لاتین Ververi)
- رقص لورکه (به ارمنی Լորկէ به لاتین Lorke)
- رقص ایشخاناتس پار (به ارمنی Իշխանաց պար به لاتین Ishkhanats par) «ایشخاناتس پار به معنی رقص شاهزاده‌ها»
- رقص کرتسی (به ارمنی Քերծի به لاتین Kertsi)
- رقص کاجاتس خاق (به ارمنی Քաջաց խաղ به لاتین Kajats khagh)
- رقص ترتروک (به ارمنی Թրթռուկ به لاتین Trtghouk)
- رقص سراپار (به ارمنی Սրաբար به لاتین Srabar)
- رقص آسدوآدز آدزناپار (به ارمنی Աստուածածնայ պար به لاتین Asdvadzatsna)
- رقص تارس پار (به ارمنی Թարս պար به لاتین Tars par)
- رقص لوتکی (به ارمنی Լուտկի به لاتین Loutki)
- رقص یریک ووتک (به ارمنی Երեք ոտք به لاتین Yerek votk)
- رقص چوچک (به ارمنی Ճոճք به لاتین Tchotchk)
- رقص خنامینری پار (به ارمنی Խնամիների պար به لاتین Khnamineri par)

## رقص‌های فولکلور و منطقه‌ای ارمنیان

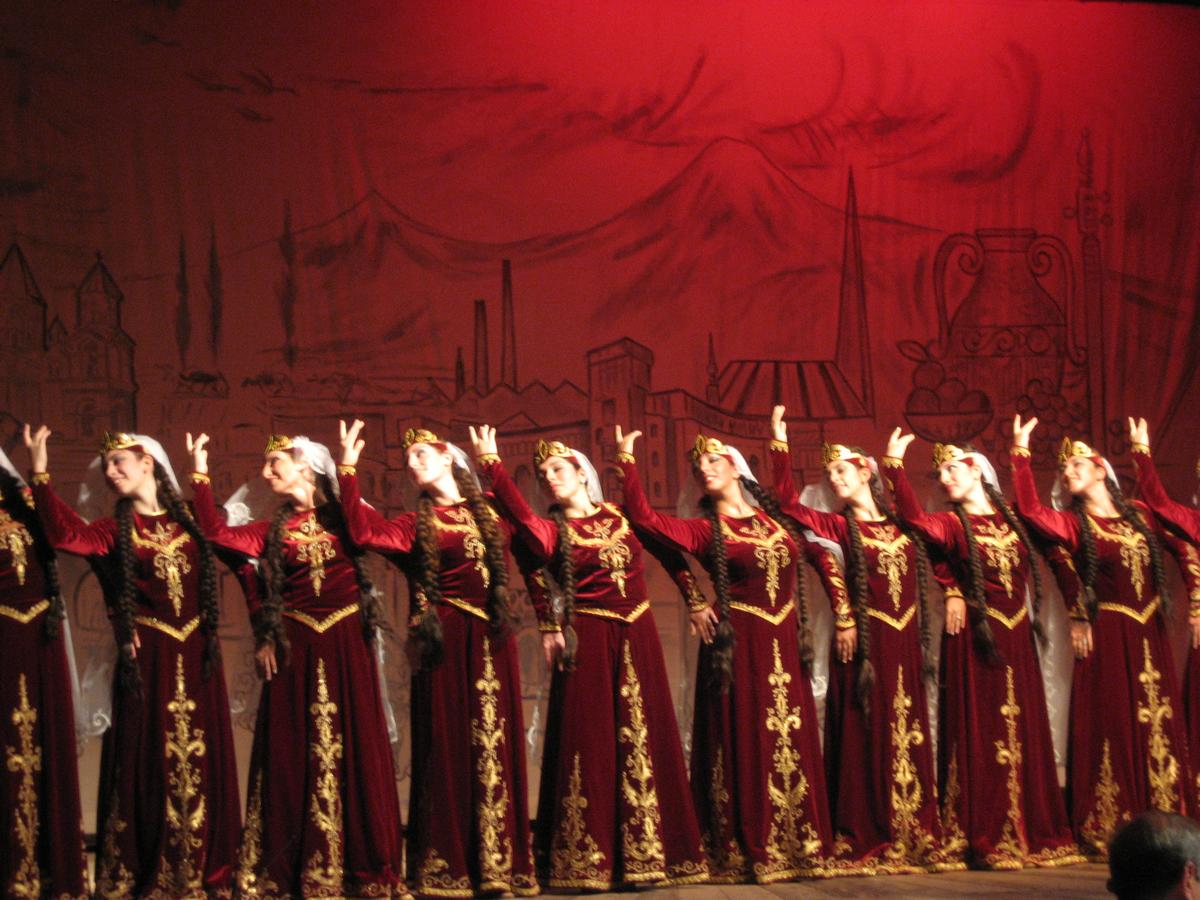
رقص سنتی ارمنیان

- رقص آرابکیر (به ارمنی Արաբկիրի Պար به لاتین Arabkir) یک رقص ارمنی است که در شهر ارمنی آرابکیر در شرق ترکیه می‌رقصیدند.[۶]
- رقص کسابیان (به ارمنی Քեսապական به لاتین Kesabian) یک نوع رقص ارمنی است که ارامنه شهر کساب در سوریه می‌رقصیدند.[۷]
- رقص لاز بار (به لاتین Laz bar) سرچشمه این نوع رقص از ماهیگیران منطقه دریای سیاه آمده‌است.
- رقص مشو پار (به ارمنی Մշո Պար) یک نوع رقص ارمنی است که در غرب دریاچه وان می‌رقصیدند.
- رقص ساسناپار (به ارمنی Սասնապար به لاتین Sasnapar) این نوع رقص در میان ارمنیان بسیار محبوب می‌باشد که در مراسم عروسی و دیگر تجمعات فرهنگی و ملی رقصیدن این نوع رقص بسیار رایج می‌باشد. منشأ آن از ساسون می‌باشد.
- رقص واغارشاپاتیان (به ارمنی Վաղարշապատյան به لاتین Vagharshapatian) یک نوع رقص ارمنی است که منشأ آن از شهر واغارشاپات آمده‌است.
- رقص زیتونی پار (به ارمنی Զեյթունի պար به لاتین Zeytouni) یک نوع رقص ارمنی است که منشأ آن از شهر زیتون آمده‌است.[۸]
- رقص دزاخکازوری (به ارمنی Ծաղկաձորի به لاتین Tsakhkadzori) یک نوع رقص ارمنی است که منشأ آن از شهر دزاخکازور آمده‌است.[۹]